# Mastigodiaptomus montezumae
Mastigodiaptomus montezumae là một loài động vật giáp xác trong họ Diaptomidae. Chúng là loài đặc hữu của México.